# Biosteres dudichi
Biosteres dudichi är en stekelart som beskrevs av Papp 1982. Biosteres dudichi ingår i släktet Biosteres och familjen bracksteklar. Inga underarter finns listade.